# Notophthiracarus bonangensis
Notophthiracarus bonangensis är en kvalsterart som beskrevs av Wojciech Niedbała 2006. Notophthiracarus bonangensis ingår i släktet Notophthiracarus och familjen Phthiracaridae. Inga underarter finns listade i Catalogue of Life.